# Nana Smith
Nana Smith Rogers, geborene Nana Miyagi (jap. 宮城 ナナ, Miyagi Nana; * 10. April 1971 in Seattle, Washington) ist eine ehemalige japanische Tennisspielerin.

## Karriere
Nana Smith wurde in den USA geboren, verbrachte aber einen Großteil ihrer Kindheit in Japan. 1988 wurde sie Tennisprofi und trat im Einzel wie im Doppel bei sämtlichen Grand-Slam-Turnieren an. Ihren einzigen Erfolg über eine Top-Ten-Spielerin feierte sie 1994 gegen Lindsay Davenport, zu diesem Zeitpunkt die Nummer 8 der WTA-Weltrangliste. Smith erreichte ihr bestes Einzel-Ranking 1995 mit Platz 51. 1996 erreichte sie das Finale in Surabaya in Indonesien, aber auf der WTA Tour gelang ihr kein Turniergewinn.
Im Doppel verlief ihre Karriere wesentlich erfolgreicher. Sie gewann insgesamt zehn WTA-Turniere und 1997 rangierte sie auf Platz 12 der Doppelweltrangliste. 1993 stand sie, mit der Indonesierin Yayuk Basuki als Partnerin, im Halbfinale der US Open. Einen weiteren großen Erfolg konnte sie an der Seite von Naoko Kijimuta 1998 bei den Australian Open feiern, als sie Serena und Venus Williams besiegten.
Von 1989 bis 2000 trat Smith für die japanische Fed-Cup-Mannschaft an; ihre Bilanz weist zehn Siege bei sechs Niederlagen aus.
Nana Smith heiratete später James Rogers, einen Urenkel des Schauspielers und Komödianten Will Rogers.

## Turniersiege

### Doppel
| Nr. | Datum            | Turnier     | Kategorie    | Belag             | Partnerin            | Finalgegnerinnen                               | Ergebnis      |
| --- | ---------------- | ----------- | ------------ | ----------------- | -------------------- | ---------------------------------------------- | ------------- |
| 1.  | 24. August 1990  | Schenectady | WTA Tier V   | Hartplatz         | Alysia May           | Linda Ferrando Wiltrud Probst                  | 6:4, 5:7, 6:3 |
| 2.  | 20. April 1991   | Pattaya     | WTA Tier V   | Hartplatz         | Suzanna Anggarkusuma | Rika Hiraki Akemi Nishiya                      | 6:1, 6:4      |
| 3.  | 2. Oktober 1993  | Sapporo     | WTA Tier IV  | Teppich (Halle)   | Yayuk Basuki         | Yone Kamio Naoko Kijimuta                      | 6:4, 6:2      |
| 4.  | 9. Oktober 1993  | Taipeh      | WTA Tier IV  | Hartplatz         | Yayuk Basuki         | Jo-Anne Faull Kristine Radford                 | 6:4, 6:2      |
| 5.  | 4. Januar 1997   | Gold Coast  | WTA Tier III | Hartplatz         | Naoko Kijimuta       | Ruxandra Dragomir Silvia Farina                | 7:6, 6:1      |
| 6.  | 11. Januar 1997  | Hobart      | WTA Tier IV  | Hartplatz         | Naoko Kijimuta       | Barbara Rittner Dominique Monami               | 6:3, 6:1      |
| 7.  | 22. Februar 1997 | Oklahoma    | WTA Tier III | Hartplatz (Halle) | Rika Hiraki          | Marianne Werdel-Witmeyer Tami Whitlinger-Jones | 6:4, 6:1      |
| 8.  | 9. Januar 1998   | Auckland    | WTA Tier IV  | Hartplatz         | Tamarine Tanasugarn  | Julie Halard Janette Husárová                  | 7:6, 6:4      |
| 9.  | 18. April 1998   | Tokio       | WTA Tier III | Hartplatz         | Naoko Kijimuta       | Amy Frazier Rika Hiraki                        | 6:3, 4:6, 6:4 |
| 10. | 5. Oktober 2002  | Tokio       | WTA Tier III | Hartplatz         | Shinobu Asagoe       | Swetlana Kusnezowa Arantxa Sánchez Vicario     | 6:4, 4:6, 6:4 |

## Resultate bei bedeutenden Turnieren

### Einzel
| Turnier         | 1989 | 1990 | 1991 | 1992 | 1993 | 1994 | 1995 | 1996 | 1997 | 1998 | 1999 | 2000 | 2001 | 2002 | Karriere |
| --------------- | ---- | ---- | ---- | ---- | ---- | ---- | ---- | ---- | ---- | ---- | ---- | ---- | ---- | ---- | -------- |
| Australian Open | —    | 2    | 2    | 1    | 1    | —    | 1    | 2    | 1    | 2    | 1    | Q1   | —    | Q1   | 2        |
| French Open     | —    | 2    | 1    | —    | —    | —    | —    | 1    | 1    | 1    | —    | —    | —    | —    | 2        |
| Wimbledon       | Q1   | 1    | 1    | —    | —    | 2    | 1    | 1    | 1    | 2    | Q2   | Q1   | —    | Q2   | 2        |
| US Open         | —    | 1    | Q1   | Q2   | Q2   | Q3   | 1    | 1    | 2    | 1    | Q2   | Q2   | Q1   | —    | 2        |

Zeichenerklärung: S = Turniersieg; F, HF, VF, AF = Einzug ins Finale / Halbfinale / Viertelfinale / Achtelfinale; 1, 2, 3 = Ausscheiden in der 1. / 2. / 3. Hauptrunde; Q1, Q2, Q3 = Ausscheiden in der 1. / 2. / 3. Qualifikationsrunde; nicht ausgetragen

### Doppel
Die Tabelle listet die Ergebnisse der Grand-Slam-Turniere, der Tour Championships, der Olympischen Spiele, des Fed Cups bzw Billie Jean King Cups und der Turniere folgender Kategorien auf: 1990–2008: Tier I, 2009–2020: Premier Mandatory und Premier 5, ab 2021: WTA 1000.
| Turnier            | 1989 | 1990 | 1991 | 1992 | 1993 | 1994 | 1995 | 1996 | 1997 | 1998 | 1999 | 2000 | 2001 | 2002 | 2003 | 2004 | 2005 | Karriere |
| ------------------ | ---- | ---- | ---- | ---- | ---- | ---- | ---- | ---- | ---- | ---- | ---- | ---- | ---- | ---- | ---- | ---- | ---- | -------- |
| Australian Open    | —    | 2    | 1    | 1    | AF   | 1    | 1    | 2    | VF   | VF   | 1    | VF   | —    | 2    | 2    | 1    | 2    | 3 × VF   |
| French Open        | —    | 1    | 1    | —    | 1    | 1    | 1    | 1    | AF   | 1    | 2    | 2    | 1    | 1    | 2    | 2    | 1    | 1 × AF   |
| Wimbledon          | 1    | 1    | 1    | —    | 1    | AF   | 1    | 2    | AF   | AF   | 1    | 2    | 2    | 2    | AF   | 1    | 2    | 4 × AF   |
| US Open            | —    | 1    | 1    | 1    | HF   | 2    | 1    | AF   | AF   | 2    | AF   | 2    | 1    | 2    | 2    | 2    | 1    | 1 × HF   |
| Tour Championships | —    | —    | —    | —    | —    | —    | —    | —    | —    | —    | —    | —    | —    | —    | —    | —    | —    | —        |
| Chicago            |      | —    |      |      |      |      |      |      |      |      |      |      |      |      |      |      |      | —        |
| Boca Raton         |      |      | —    | 1    |      |      |      |      |      |      |      |      |      |      |      |      |      | 1 × 1R   |
| Indian Wells       |      |      |      |      |      |      |      |      | AF   | VF   | —    | 1    | —    | 1    | AF   | 1    | Q1   | 1 × VF   |
| Miami              |      | 1    | 1    | VF   | AF   | AF   | AF   | 2    | VF   | AF   | 2    | 1    | 1    | VF   | F    | 1    | —    | 1 × F    |
| Hilton Head Island |      | —    | —    | —    | —    | —    | —    | —    | 1    | —    | —    | HF   |      |      |      |      |      | 1 × HF   |
| Charleston         |      |      |      |      |      |      |      |      |      |      |      |      | —    | AF   | —    | 1    | 1    | 1 × AF   |
| Rom                |      | —    | —    | —    | —    | —    | —    | —    | —    | 1    | —    | —    | —    | —    | —    | —    | —    | 1 × 1R   |
| Berlin             |      | —    | —    | —    | —    | —    | —    | —    | —    | AF   | —    | —    | —    | —    | —    | —    | 1    | 1 × AF   |
| San Diego          |      |      |      |      |      |      |      |      |      |      |      |      |      |      |      | —    | AF   | 1 × AF   |
| Kanada             |      | 1    | —    | 1    | 1    | AF   | —    | —    | VF   | VF   | —    | —    | AF   | —    | AF   | AF   | —    | 2 × VF   |
| Tokio              |      |      |      |      | 1    | HF   | VF   | —    | 1    | 1    | 1    | 1    | —    | —    | —    | 1    | —    | 1 × HF   |
| München            |      |      |      |      |      |      |      |      |      | —    | —    |      |      |      |      |      |      | —        |
| Zürich             |      |      |      |      | —    | —    | —    | —    | —    | —    | —    | —    | —    | —    | —    | —    | —    | —        |
| Philadelphia       |      |      |      |      | —    | —    | —    |      |      |      |      |      |      |      |      |      |      | —        |
| Moskau             |      |      |      |      |      |      |      |      | —    | —    | —    | —    | —    | —    | —    | —    | —    | —        |
| Olympische Spiele  |      |      |      | —    |      |      |      | —    |      |      |      | AF   |      |      |      | —    |      | 1 × AF   |
| Fed Cup            |      |      |      |      |      |      |      |      |      | W2   |      |      |      |      |      |      |      | 1 × W2   |

Zeichenerklärung: S = Turniersieg; F, HF, VF, AF = Einzug ins Finale, Halb-, Viertel-, Achtelfinale; 1, 2, 3 = Ausscheiden in der 1., 2., 3. Haupt- / Finalrunde; Q1, Q2, Q3 = Ausscheiden in der 1., 2. 3. Qualifikationsrunde; KF (kleines Finale) = unterlegen im Spiel um Platz drei; RR = Round Robin (Gruppenphase); nicht ausgetragen oder andere Kategorie; PO (Playoff), P2 = Auf-/Abstiegsrunde zur Weltgruppe I/II im Fed Cup; W2, K1, K2, K3 = Teilnahme in der Weltgruppe II, Kontinentalgruppe I, II, III im Fed Cup.

### Mixed
| Turnier         | 1990 | 1991 | 1992 | 1993 | 1994 | 1995 | 1996 | 1997 | 1998 | 1999 | 2000 | 2001 | 2002 | 2003 | 2004 | Karriere |
| --------------- | ---- | ---- | ---- | ---- | ---- | ---- | ---- | ---- | ---- | ---- | ---- | ---- | ---- | ---- | ---- | -------- |
| Australian Open | —    | —    | —    | VF   | 1    | 1    | 1    | 1    | AF   | —    | —    | —    | —    | —    | 1    | VF       |
| French Open     | —    | —    | —    | 1    | 1    | —    | 2    | 1    | 1    | 2    | 2    | —    | —    | 1    | —    | 2        |
| Wimbledon       | AF   | AF   | —    | 1    | 2    | 1    | 2    | AF   | 1    | 1    | 1    | 1    | 1    | AF   | —    | AF       |
| US Open         | —    | —    | 1    | —    | AF   | AF   | 1    | AF   | AF   | —    | —    | —    | —    | AF   | —    | AF       |